# بيورون
بيورون هو نظام دفاع جوي محمول بولندي الصنع صمم لتدمير الطائرات التي تحلق على ارتفاع منخفض، المروحيات والطائرات دون طيار. تم استخدام البيورن بكثافة من قبل الجيش الأوكراني أثناء الغزو الروسي لأوكرانيا 2022.